# Grundschule Kleine Kielstraße
Die Grundschule Kleine Kielstraße ist eine städtische Grundschule im Dortmunder Innenstadtbezirk Nord. Sie wurde 1994 gegründet.
Im Schuljahr 2006/2007 besuchten 420 Kinder aus über 20 Nationen die Schule, die von 26  Lehrern, zwei Sonderpädagoginnen, einer Sozialpädagogin und sieben weiteren pädagogischen Mitarbeitern betreut wurden. Zwei Lehrerinnen unterrichteten in griechischer und türkischer Herkunftssprache.
Die Schule beteiligt sich am Projekt Selbstständige Schule der Bertelsmann Stiftung in der Modellregion Dortmund.

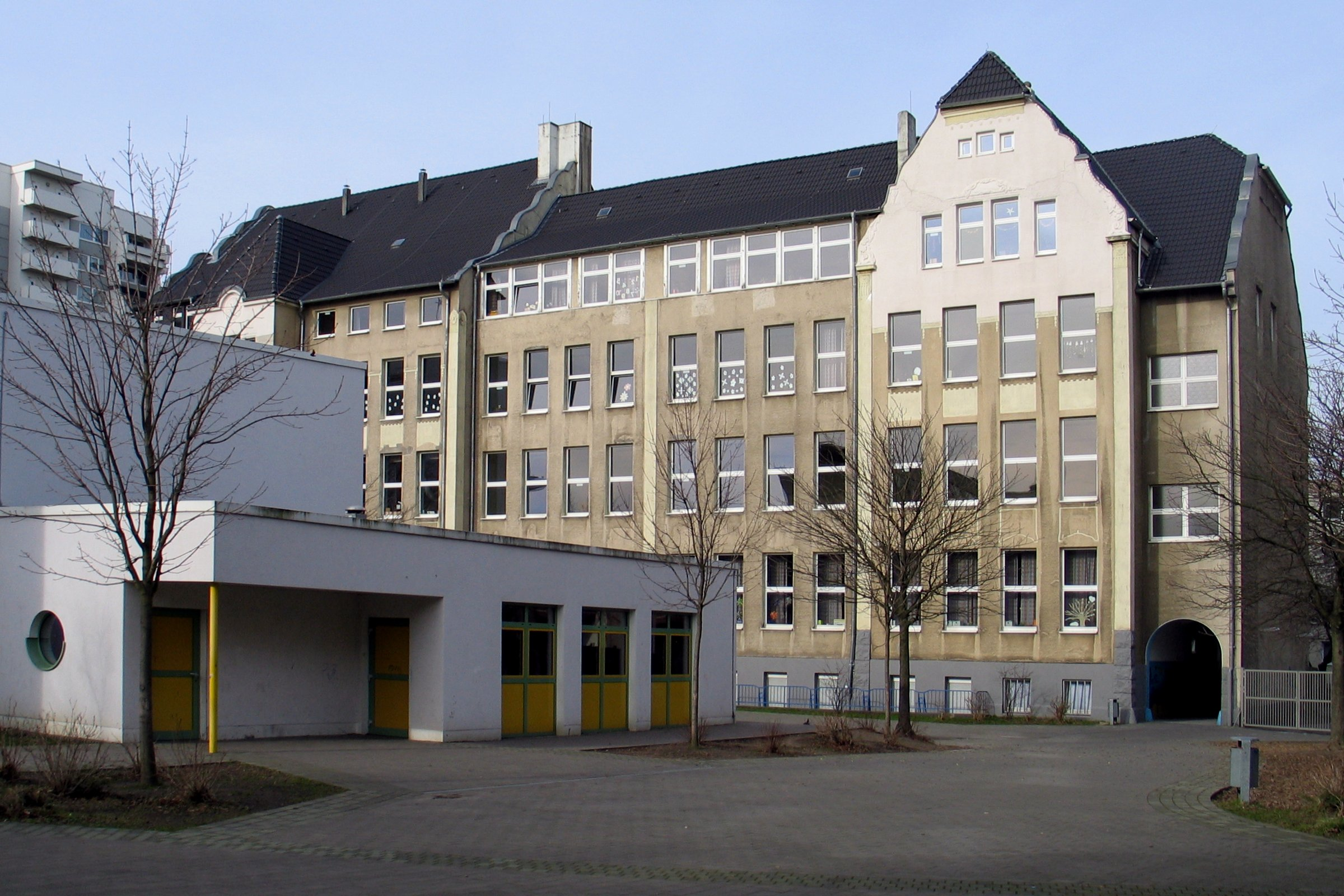
Blick von der Jägerstraße

Bei dem 2006 erstmals verliehenen Deutschen Schulpreis der Robert Bosch Stiftung wurde die Schule am 11. Dezember 2006 als beste deutsche Schule mit dem Hauptpreis ausgezeichnet. Der Preis wurde von Bundespräsident Horst Köhler verliehen.
Am 29. August 2007 besuchte Bundespräsident Köhler die Schule in Dortmund. Bei seinem Rundgang durch die Schule wurde er von der nordrhein-westfälischen Schulministerin Barbara Sommer und Dortmunds Oberbürgermeister Gerhard Langemeyer begleitet.
Der ehemalige Fußball-Nationalspieler Knut Reinhardt gehört der Lehrerschaft der Schule an.